# Ischnoptera speciosa
Ischnoptera speciosa es una especie de cucaracha del género Ischnoptera, familia Ectobiidae. Fue descrita científicamente por Rocha e Silva & Fraga en 1976.
Habita en Brasil.